# Luc Foisneau
Luc Foisneau, nacido en Blois el 30 de marzo de 1963, es un filósofo francés, especialista en el pensamiento político moderno y contemporáneo. Director de investigación en el CNRS, es miembro del Centro de Estudios Sociológicos y Políticos Raymond Aron (UMR 8036/CNRS – EHESS)  y enseña en la Escuela de Altos Estudios en Ciencias Sociales. 

## Biografía
Graduado de una Escuela Normal Superior y docente de filosofía, ha sido miembro del Centro de Filosofía Política de Caen (1993-1995), luego del Centro de Historia de la Filosofía Moderna (1995-2003), antes de unirse a la Universidad de Oxford (2003-2006), donde continuó sus investigaciones en el seno del Department of Politics and International Relations y de la Maison française. Él ha sido igualmente maestro de conferencias en Sciences Po París entre 1996 y 2003.
Ha sido parte del Comité Nacional de la Investigación Científica (sección 35)  y del jurado senior de la IUF.    

## Temáticas de investigación
Ha consagrado su tesis de doctorado a un aspecto poco estudiado de la teoría del poder de Hobbes, su concepción de la omnipotencia, subrayando a la vez la importancia de la noción de potencia absoluta en Dios en un filósofo reputado como ateo y el nexo entre esta noción y los principales conceptos de la filosofía moral y política del autor del Leviatán. En 2001, ha obtenido por la publicación resultado de esta tesis el Premio de la Asociación de Profesores y Maestros de Conferencia de Sciences Po París. Hoy es uno de los especialistas más reconocidos sobre la obra de Hobbes, la cual él ha traducido al francés y comentado. 
Después de haber consagrado unos quince años a estudiar las relaciones entre dos aspectos fundamentales del pensamiento político moderno, la teoría de la soberanía y la teoría del gobierno,  él se ha interesado por la manera en la que las teorías modernas del contrato han sido retomadas y transformadas en el marco de la teoría de la justicia iniciada por John Rawls.  Su reflexión actual se refiere a la manera en la cual la idea de justificación ha transformado en profundidad el pensamiento democrático contemporáneo. 
Ha dirigido entre 2001 y 2014 un trabajo enciclopédico sobre los filósofos franceses del siglo XVII y sobre sus redes, en el cual han participado 167 redactores: una primera versión, en lengua inglesa, apareció en 2008—The Dictionary of Seventeenth-Century French Philosophers|Dictionary of Seventeenth-Century French Philosophers; una versión actualizada y aumentada, en francés, apareció en 2014—Dictionnaire des philosophes français du XVII siècle: acteurs et réseaux du savoir, Diccionario de filósofos franceses del siglo XVII.

## Publicaciones

### Libros
- Hobbes et la toute-puissance de Dieu, Paris, Presses universitaires de France, 2000, 422 páginas (ISBN 2-13-050956-8).
- Governo e Soberiana : O pensamento politico moderno de Maquiavel a Rousseau, Porto Alegre, Linus Editores, 2009, 200 páginas (ISBN 978-85-60063-08-6).
- Hobbes. La vie inquiète, Paris, Gallimard, 2016, 625 páginas (ISBN 9782070467884).

### Dirección de obras
- Politique, droit et théologie chez Bodin, Grotius et Hobbes, Paris, Kimé, 1997, 314 páginas (ISBN 2-84174-096-x).
- La découverte du principe de raison. Descartes, Hobbes, Spinoza, Leibniz, Paris, Presses Universitaires de France, 2001, 204 páginas.
- L’efficacia della volontà nel XVI e XVII secolo, avec P. F. Adorno, Rome, Edizioni di storia et letteratura, 2002, 208 páginas (ISBN 88-8498-060-7).
- Leviathan After 350 Years, avec T. Sorell, Oxford, Clarendon Press, 2004, 314 páginas (ISBN 0-19-926461-9).
- New critical perspectives on Leviathan upon the 350th anniversary of its publication/ Nuove prospettive critiche sul Leviatano di Hobbes nel 350° anniversario di pubblicazione, avec G. Wright, Milan, Franco Angeli, 2004, 374 páginas (ISBN 88-464-5561-4).
- Kant et Hobbes. De la violence à la politique, avec D. Thouard, Paris, Vrin, 2005, 252 páginas (ISBN 2-7116-1736-X).
- Dictionary of Seventeenth-Century French Philosophers, New York/London, Thoemmes Continuum, 2008, 2 vol., 1314 páginas (ISBN 978-0-82641-861-6).
- Spheres of Global Justice : Volume 1. Global Challenges to Liberal Democracy. Political Participation, Minorities and Migrations, avec J.-Ch. Merle, Ch. Hiebaum et J. C. Velasco, Dordrecht, Springer, 2013, 450 páginas (ISBN 978-94-007-5997-8).
- Dictionnaire des philosophes français du XVIIe siècle. Acteurs et réseaux du savoir, avec la coll. d’E. Dutartre-Michaut et Ch. Bachelier, Paris, Les Classiques Garnier, 2014, 2 vol., 2300 páginas (ISBN 978-2-8124-1721-4)

### Traducciones
- Thomas Hobbes, Les Questions concernant la liberté, la nécessité et le hasard, Introduction, notes, glossaires et index par L. Foisneau ; traduction par L. Foisneau et Fl. Perronin, Paris, Vrin, 1999, 456 páginas (ISBN 2-7116-2124-3).
- John Rawls, Justice et critique, Préface et traduction par L. Foisneau et V. Munoz-Dardé, Paris, Éditions de l’EHESS, 2014, 90 páginas (ISBN 978-2-7132-2411-9).

### Capítulos de libro y artículos
- « La violence dans la République. À propos du Commonwealth by acquisition selon Hobbes », Cercles, 2004/11, pp. 5-14.
- « Leviathan’s Theory of Justice », in L. Foisneau et T. Sorell (ed.), Leviathan After 350 Years, Oxford, Clarendon Press, 2004, pp. 105-122.
- « Beyond the Air-pump : Hobbes, Boyle and the Omnipotence of God », in L. Foisneau, G. Wright (ed.), New critical perspectives on Leviathan upon the 350th anniversary of its publication, Milano, Franco Angeli, 2004, pp. 33-49.
- « Omnipotence, Necessity and Sovereignty : Hobbes and the Absolute and Ordinary Powers of God and King », in P. Springborg (ed.), The Cambridge Companion to Hobbes’s Leviathan, Cambridge, Cambridge University Press, 2007, pp. 271-290.
- « Personal Identity and Human Mortality : Hobbes, Locke, Leibniz », in S. Hutton, P. Schuurman (ed.),	Studies on Locke : Sources, Contemporaries, and Legacy, Dordrecht, Springer, 2008, pp. 89- 105.
- « Sovereignty and Reason of state: Bodin, Botero, Richelieu and Hobbes », in H. A. Lloyd (ed.), The Reception of Bodin, Dordrecht, Brill, Leiden/Boston, 2013, pp. 323-342.
- « What is “political” about minority rights ? », in J.-Ch. Merle, L. Foisneau, Ch. Hiebaum, J. C. Velasco (ed.), Spheres of Global Justice: Volume 1: Global Challenges to Liberal Democracy. Political Participation, Minorities and Migrations, Dordrecht, Springer, 2013, pp. 143-154.

### Libros para niños
- Pourquoi aimes-tu tes amis ?, dessins d’A. Parlange, Paris, Gallimard-Jeunesse, coll. Giboulées/Chouette penser !, 2012, 80 páginas.